# Sburlon
Lo Sburlon è un liquore a base di mele cotogne, tipico della pianura e della zona collinare del piacentino. Denominato “Scrollata” in dialetto piacentino, si riteneva che, bevuto a fine pasto, desse una sorta di “spinta”, facilitando la digestione; allungato con acqua era ritenuto un ottimo corroborante e defaticante.
Lo sburlon è il frutto della macerazione e infusione alcolica della polpa della mela, precedentemente grattugiata o ridotta in poltiglia. La polpa così trattata viene dapprima fatta macerare per circa cinque giorni al fine di estrarne tutti i succhi che vengono poi messi in infusione in alcol, assieme a vari aromi e allo zucchero, per un periodo non inferiore ai 30 giorni. Al termine avviene la filtrazione e l'imbottigliamento.
Ne risulta un liquore a elevata gradazione alcolica, limpido e di colore fra il giallo e il nocciola.
La sua preparazione è antica e la ricetta ha innumerevoli varianti. Lo sburlon è sempre stato, assieme al nocino e al bargnolino uno dei liquori popolari più diffusi. Fino a pochi decenni fa infatti, in molte case di campagna, sia in montagna che in pianura, c'era una pianta di mela cotogna da cui si ricavava la marmellata e il liquore.
In inverno viene consumato a temperatura ambiente mentre in estate è ottimo servito freddo.